# تفاوت الدخل في الولايات المتحدة

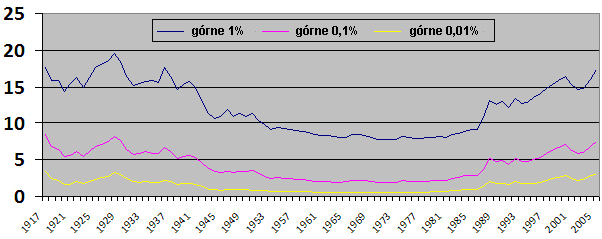

تفاوت الدخل في الولايات المتحدة هو مدى التباين في توزيع الدخل بطريقة بين المواطنين الأمريكيين. تذبذبت نسب التفاوت بشكل كبير منذ بدأت القياسات حوالي عام 1915، متغيرة ضمن منحنى تحده قمتين، الأولى في عشرينيات القرن الماضي والثانية عام 2000، مع فترة من التفاوت الأدنى بين عامي 1950 و1980.
عند مقارنة مداخيل جميع الأسر الأمريكية، فإنه بإمكاننا مقارنة تفاوت الدخل في الولايات المتحدة بالدول المتقدمة الأخرى قبل احتساب الضرائب والتحويلات، لكنه من بين أعلى المعدلات بعد احتساب الضرائب والتحويلات، ما يعني أن الولايات المتحدة تنقل أقل نسبة من الدخل من الأسر ذات الدخل المرتفع إلى الأسر ذات الدخل المنخفض. عام 2016، بلغ متوسط دخل السوق 15600 دولار لخمس الأفراد الأدنى دخلًا، و280300 للخمس الأعلى دخلًا. تسارعت درجة التباين ضمن الشريحة العليا، إذ جنى الـ1% الأعلى دخلًا 1.8 مليون دولار بالمعدل، أي ما يقرب من 30 ضعف دخل الشريح الوسطى الذي يبلغ 59300 دولار.
قد تشمل الآثار الاقتصادية والسياسية لهذا التفاوت تباطؤ نمو الناتج المحلي الإجمالي وانخفاض حركة الدخل وارتفاع معدلات الفقر وزيادة الديون الأسرية ما يؤدي إلى زيادة مخاطر الأزمات المالية، إضافة إلى الاستقطاب السياسي. قد تشمل أسباب عدم المساواة زيادة تعويضات المدراء نسبة للعمال العاديين والتوسع المالي وزيادة تركيز الصناعة وانخفاض معدلات الانتساب للنقابات وانخفاض معدلات الضرائب المروضة على أصحاب الدخل المرتفع، إضافة إلى التغيرات التكنولوجية التي تكافئ أصحاب التحصيل العلمي العالي.
تثير طريقة احتساب التفاوت أو قياسه الجدل والنقاش، إذ تختلف مقاييسه بشكل كبير. يعتبر معامل جيني طريقة إحصائية مقبولة على نطاق واسع تطبق مقارنات عبر مناطق أو أقاليم متعددة، يشير الصفر فيه إلى المساواة المثالية، أما 1 فيشير إلى أقصى قدر من عدم المساواة. إضافة إلى ذلك، تقيس مجموعات بيانات عامة وخاصة مختلفة تلك المداخيل، ومنها على سبيل المثال، مكتب الميزانية في الكونغرس وخدمة الإيرادات الداخلية ووحدة التعداد. بحسب مكتب الإحصاء، وصل التفاوت في الدخل إلى مستويات قياسية عام 2018 حين بلغ 0.49 معادل جيني.
تعتمد الولايات المتحدة سياسات ضريبية تصاعدية وبالتالي تقلل من التفاوت في الدخل. كان معامل جيني الأمريكي يبلغ 0.56 عام 2016 إذا ما قيس وفقًا للدخل السوقي، لكنه ينخفض إلى 0.42 بعد احتساب الضرائب والتحويلات، وذلك حسب أرقام مكتب الميزانية بالكونغرس. ارتفعت حصة الـ 1% الأكثر دخلًا من إجمالي الدخل السوقي من 9.6% عام 1979 ليبلغ ذروته بنسبة 20.7% عام 2007، قبل أن تنخفض هذه النسبة إلى 17.5% بحلول عام 2016. بعد احتساب الضرائب والتحويلات، كانت هذه الأرقام تبلغ 7.4% و16.6% و12.5% على التوالي.

## الأسباب
بحسب مكتب الميزانية في الكونغرس، فإن الأسباب الدقيقة للنمو السريع الذي شهدناه مؤخرًا في دخل الفئة العليا غير مفهوم، لكنه ينطوي على عوامل متعددة وربما متضاربة.
تشمل الأسباب ما يلي:
- تراجع النقابات العمالية – ضعفت النقابات الضعيفة جزئيًا بسبب العولمة والأتمتة وهي قد تكون مسؤولة عن نسبة تتراوح بين الثلث وأثر من نصف زيادة التفاوت بين الرجال. انخفض الضغط على أرباب العمل لزيادة الأجور وعلى المشرعين لسن إجراءات صديقة للعمال. ذهبت المكافآت إلى المديرين التنفيذيين والمستثمرين والدائنين. أفادت دراسة أجراها كريستال وكوهين أن ارتفاع التفاوت في الأجور كان مدفوعًا بشكل أكبر بتراجع النقابات وانخفاض القيمة الحقيقية للحد الأدنى للأجور التي بلغ تأثيرها ضعف تأثير التكنولوجيا.[14][15][16][17][18][19][20]
- العولمة - فقد العمال الأمريكيون ذوو المهارات المنخفضة مكاسبهم في مواجهة المنافسة من العمال ذوي الأجور المتدنية في آسيا وغيرها من الاقتصادات «الناشئة».[21][22]
- التغيير التكنولوجي المنحاز لأصحاب المهارات - أدى التقدم السريع في تكنولوجيا المعلومات إلى زيادة الطلب على العمال المهرة والمتعلمين.[21]
- النجوم - غالبًا ما تحول تقنيات الاتصال الحديثة المنافسة إلى بطولة يحصل فيها الفائز على مكافأة كبيرة، بينما يحصل وصفاؤه على أقل من ذلك بكثير.[21]
- التمويل - ارتفعت رسملة سوق الأسهم في التسعينات من 55% لتبلغ 155% من الناتج المحلي الإجمالي. بدأت الشركات بتحويل تعويضات المدراء التنفيذيين لأسهم، ما زاد حوافز هؤلاء لاتخاذ قرارات تزيد أسعار الأسهم. ارتفع متوسط خيارات أسهم المدير التنفيذي السنوية من 500000 دولار إلى أكثر من 3 ملايين دولار. شكلت الأسهم ما يقارب 50% من تعويضات المدير التنفيذي. حُفّز المديرون لزيادة ثروة المساهمين بدل تحسين العقود طويلة الأجل مع العمال. بين عامي 2000 و 2007، جاءت 75% تقريبًا من زيادة أسعار الأسهم على حساب أجور العمال ورواتبهم.[23][24][25]
- هجرة العمال الأقل تعليمًا - ربما كانت المستويات المرتفعة نسبيًا من هجرة العمال ذوي المهارات المتدنية منذ عام 1965 قد خفضت أجور المتسربين من المدارس المولودين في الولايات المتحدة.[26]
- عِلاوة الجامعة – يكسب العمال الذين حصلوا على درجات جامعية أكثر من غيرهم ويواجهون معدل بطالة أقل منهم.[27]
- الأتمتة - وجد مكتب إحصاءات العمل أن زيادة الأتمتة أدت إلى «انخفاض عام في الحاجة إلى اليد العاملة. سيؤدي هذا الأمر إلى زيادة حصة رأس المال نسبة لحصة العمالة، فتحلّ الآلات مكان بعض العمال».[28]
- السياسة - أكد كروغمان أن المحافظين زادوا من نفوذهم في الحزب الجمهوري ابتداء من السبعينيات. في نفس العصر، زادت قوة الحزب السياسية. كانت النتيجة قوانين ضريبية أقل تصاعدية، وسياسات غير مواتية لليد العاملة، وتوسع أبطأ في تحقيق دولة الرفاهية بالمقارنة مع الدول المتقدمة الأخرى (على سبيل المثال، غياب الرعاية الصحية الشاملة والمجانية). إضافة إلى ذلك، يشير التباين في تفاوت الدخل عبر البلدان المتقدمة إلى أن السياسة لها تأثير كبير على هذا التفاوت. تعاني اليابان والسويد وفرنسا من عدم المساواة في الدخل قريب من المستويات السائدة عام 1960. كانت الولايات المتحدة من أوائل الذين تبنوا النيوليبرالية، التي امتد تركيزها على النمو بدل المساواة إلى دول أخرى بمرور الوقت.[29][30][31][32]
- التشاركية والديمقراطية - قلل الاهتمام المفرط بمصالح الشركات من التدقيق في تحولات التعويضات.[33][34][35]
- مشاركة الإناث في القوى العاملة - من المرجح أن تكون الأسر ذات الدخل المرتفع أسرًا مزدوجة الدخل، أي من الرجل والمرأة.[36]

من المرجح أن تزدهر الأسر ذات الدخل المرتفع بشكل غير متناسب عندما تكون الأوضاع الاقتصادية إيجابية، فتعاني الخسائر خلال فترات الركود. يأتي جزء أكبر من دخل هذه الأسر من رؤوس الأموال وهذا الدخل يعتبر متقلبًا نسبيًا. على سبيل المثال، عام 2011، حصل أعلى 1% من المداخيل على 37% فقط من دخلهم من العمل، بينما حصلت الريحة الوسطى على 62% منه، وحصلت فئة الـ1% الأعلى دخلًا على 58% من مداخيلها من رأس المال، مقابل 4% للفئة الوسطى. تمثل التحويلات الحكومية 1% فقط من دخل الفئة الأعلى دخلًا لكنها تمثل 25% من دخل الفئة الوسطى.
بحسب تقرير عام 2018 الصادر عن منظمة التعاون الاقتصادي والتنمية، فإن للولايات المتحدة مستوى أعلى من تفاوت الدخل ونسبة أكبر من العمال ذوي الدخل المنخفض من أي دولة متقدمة أخرى تقريبًا، لأن العاطلين عن العمل والعاملين المعرضين للخطر يحصلون على دعم أقل من الحكومة، مضافًا إليه ضعف نظام المفاوضة الجماعية.